# 황지아
황지아(2007년 11월 2일 ~ )는 대한민국의 배우, 모델이다.

## 출연

### 방송

#### 드라마
- 2018년 TV조선 《대군 - 사랑을 그리다》 - 이소화 역
- 2018년 MBC 《내 뒤에 테리우스》 - 조서현 역
- 2020년 TvN 《머니게임》 - 서양우 딸 역
- 2021년 TV조선 《결혼작사 이혼작곡》
- 2022년 SBS 《왜 오수재인가》 - 전나정 역
- 2025년 U+모바일tv 《퍼스트 러브》 - 하나 역

### 영화
- 2017년 《선》 (단편 영화)
- 2021년 《제8일의 밤》 - 진수 딸 역
- 2025년 《문워크》 - 정희 역

### 뮤직비디오
- 2017년 장한별 - 〈뭣 같은 LOVE (Feat. 린지 of 피에스타)〉

### 광고
- 2017년 신세계까사 까사미아 (지면광고)
- 2017년 주영이앤씨 매직퐁
- 2018년 한국가스안전공사
- 2018년 소노호텔&리조트 대명비발디파크 스노위랜드
- 2019년 우정사업본부 우체국보험
- 2020년 초록우산 어린이재단 실험카메라, 갑자기 감사편지를 쓰게 된다면?
- 2020년 삼성전자 삼성 무풍에어컨 - 방방무풍 편